# الدعسوقة ميراكيلوس والقط الأسود: الفلم
الدعسوقة ميراكيلوس والقط الأسود: الفيلم (بالفرنسية: Miraculous, le film) هو فيلم رسوم متحركة فرنسي من إخراج جيريمي زاغ وشارك في كتابته، صدر في عام 2023. إنه اقتباس من المسلسل التلفزيوني المتحرك ميراكيولوس: مغامرات الدعسوقة والقط الأسود . يدور الفيلم حول مراهقين باريسيين، مارينيت دوبين-تشينج وأدريان أغريست، الذين يمكن أن يتحولوا إلى أبطال خارقين (الدعسوقة والقط الأسود).